# Nemes György (grafikus)
Nemes György (1905 – Szentendre, 1938. június 26.) magyar grafikus. A Bauhaus-iskolát tanulta Bortnyik Sándor műhelyében, akinek a legtehetségesebb tanítványai közé tartozott. Pályafutása során többek között plakátokat, prospektusokat, borítókat tervezett. Egyik legismertebb plakátja 1929-ben készült a takarékossági világnap alkalmából.
1938. június 26-án hunyt el Szentendrénél, amikor megpróbált a Dunából kimenteni egy lányt, akinek a csónakja felborult. Mindketten odavesztek. Testét – a másik áldozatéval együtt – csak napokkal később találták meg. Július 3-án temették el a Kozma utcai izraelita temetőben. Művésztársai nevében Irsai István mondott búcsúbeszédet a sírja felett.
- A takarékossági nap plakátja 1929-ből
- Korai munka 1924-ből: lakástakarító vállalat reklámplakátja
- A Rongyosok című 1926-os film plakátja